# Marcel Wendelin
Marcel Wendelin (* 14. Juni 1939 in Seebergen, Thüringen) ist ein ehemaliger deutscher Leichtathlet.
In den 1950er Jahren wurde, der in Dörnigheim lebende, Wendelin in der Turngemeinde Hanau aktiv. Im Jahr 1957 gewann er zusammen mit anderen Mitgliedern der Turngemeinde Hanau die 4-mal-100-Meter-Staffel bei den deutschen Jugendmeisterschaften. Zwei Jahre später wurde Wendelin 1959 deutscher Juniorenmeister über 200 Meter und qualifizierte sich damit für die Teilnahme an den Olympischen Spielen 1960 in Rom. Als Mitglied der gesamtdeutschen Mannschaft trat er dort im 200-Meter-Wettbewerb an.